# Filemone di Siracusa
Filemone di Siracusa (in greco antico: Φιλήμων?, Philémōn, in latino Philemon -ŏnis; Siracusa, 361 a.C. – Atene, 263 a.C.) è stato un poeta e drammaturgo siceliota, esponente della Commedia nuova.

## Biografia
Dalle testimonianze di Apuleio e Quintiliano sappiamo che fu uno dei rivali di Menandro, che lo sconfisse in alcune gare. Filemone scrisse 97 commedie, di cui restano numerosi frammenti ed una sessantina di titoli. Ebbe un figlio omonimo, Filemone il Giovane, anch'egli poeta comico.

## Opere
Delle 97 commedie di Filemone, restano i titoli di 60 di esse in frammenti e negli adattamenti latini. Tra i titoli più frequentemente citati sono Il siciliano, L'uomo stravagante, Intromettersi, L'inseguitore, Morire insieme, Il tesoro, La donna di Corinto, Fratelli, Il fantasma, La vedova, La mendicante, L'uomo di Babilonia, I filosofi.
Probabilmente fu eccellente nelle commedie di situazione. A giudicare dai frammenti che possediamo, il linguaggi era duro e, spesso, pedestre.